# Georg Friedrich von Reichenbach
Georg Friedrich von Reichenbach, född 24 augusti 1771 i Durlach (numera en stadsdel i Karlsruhe), död 21 maj 1826 i München, var en tysk instrumentmakare och ingenjör.
Reichenbach var ursprungligen officer i det badensiska och bayerska artilleriet och blev därefter bayersk ämbetsman. Åren 1796-1801 ägnade han sig åt konstruktion av mindre astronomiska och geodetiska instrument och grundade 1804 tillsammans med Joseph Liebherr och Joseph von Utzschneider matematisk-mekaniska institutet i München, och 1809 tillsammans med Joseph von Fraunhofer det optiska institutet i Benediktbeuern, vilket 1823 flyttades till München. År 1814 lämnade Reichenbach dessa båda institut och grundade tillsammans med Traugott Lebrecht Ertel ett mekanisk-optiskt institut. Särskilt Reichenbachs cirkeldelningsmaskiner och de därmed framställda meridiancirklarna vann stor berömmelse. Det sistnämnda institutet överlät han till Ertel 1820, då han blev väg- och vattenbyggnadschef i Bayern. Som sådan uppförde han den efter honom uppkallade "vattenpelarmaskinen" till saltledningen från Berchtesgaden till Reichenhall.

## Utmärkelser
- Riddare av Leopoldsorden
- Bayerska kronorden

[Redigera Wikidata]